# 25-Pfünder-Mörser (Preussen)
Der 25-Pfünder-Mörser, auch bekannt als preußischer Belagerungsmörser 25-Pfund, war ein preußischer Mörser, der in ähnlicher Weise von 1800 bis 1880 hergestellt wurde. Nach der Umbenennung auf metrische Maße ab 1871 wurde er als 23cm-Mörser benannt.

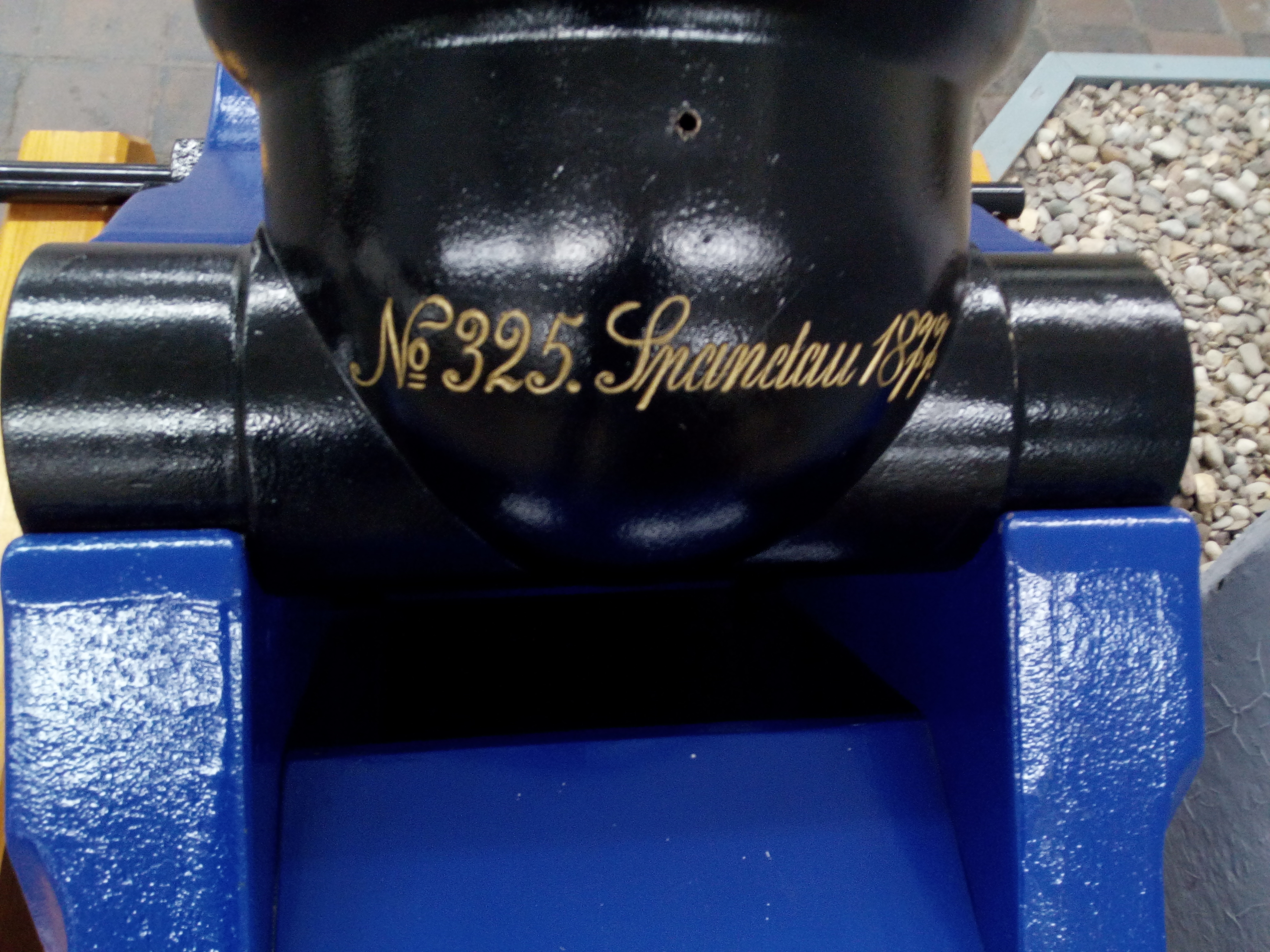
25-Pfünder-Mörser in Wehrtechnische Studiensammlung Koblenz

## Konstruktion und Einsatz
25-Pfünder-Mörser waren als Bauart mit Innenkalibern um 22,6 cm bei mehreren Armeen der deutschen Länder im 19. Jahrhundert bekannt. Im Deutsch-Französischen Krieg wurden etliche dieser Mörser genutzt. Überlieferte Stücke sind meist aus Geschützstahlguß, seltener aus Geschützbronzeguß.
Der Belagerungsmörser C/40 war als Mörser ein Geschütz mit kurzem Rohr, das im Belagerungskrieg gegen Festungen eingesetzt wurde. Das Handbuch für die Offiziere der königlich Preußischen Artillerie 1860 beschreibt insgesamt vier Varianten der 25-Pfund-Mörser: Die Bronzene Konstr. und Eiserne Konstr. 1840 sowie die Bronzene Konstr. und Eiserne Konstr. 1832, die sich geringfügig in den Dimensionen der einzelnen Bestandteile unterschieden.
Das Geschütz war mit Schildzapfen versehen und auf einer hölzernen Blocklafette gelagert. Nach zeitgenössischer Darstellung zur preußischen Armee waren die Holzteile in blauer Farbe gehalten, Geschützrohre in ihrer Metallfarbe Bronze oder Stahl und die eisernen Beschlagteile in Schwarz.

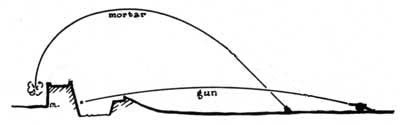
Gestreckte und gekrümmte Geschossflugbahn im Vergleich
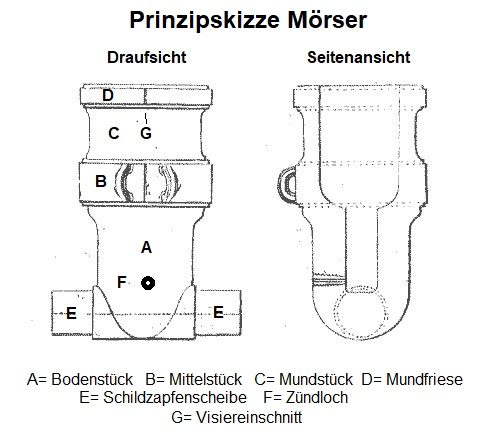
Konstruktionsmerkmale eines Belagerungsmörsers
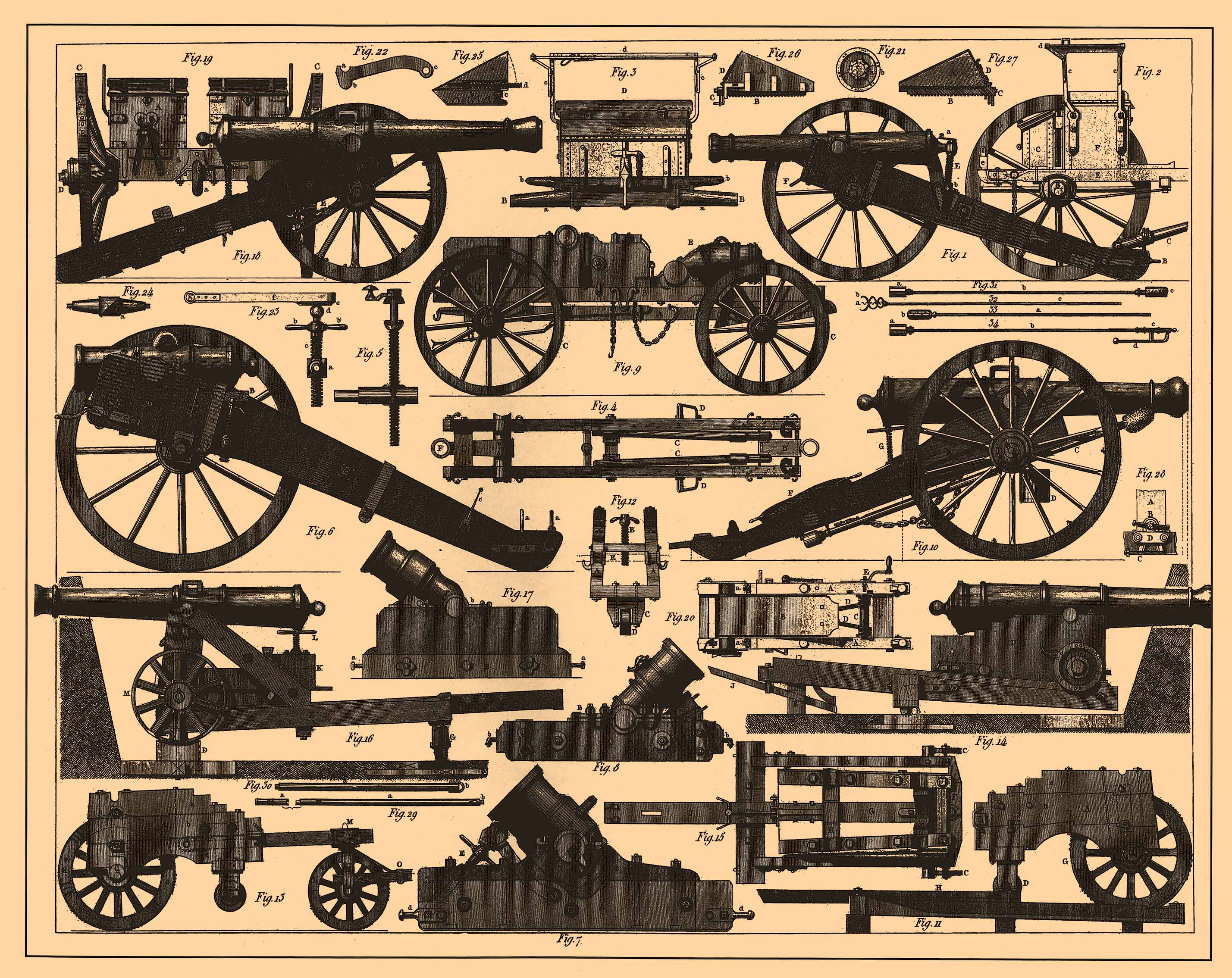
Lafetten und Protzwagen zum Kanonen- und Mörsertransport

Das Rohr wurde so gefertigt, dass die Geschosse auf einem Geschosslager ruhten und zur Rohrwand ein Spiel von ca. 3 mm hatten. Die Rohre solcher Kammergeschütze wurden in abgestufte Bereiche zur Aufnahme der Pulverladung im Boden-/Kammerstück, Mittelrohrstück (auch Flug genannt) und Mundstück/Mündung unterteilt. Die Schildzapfen beim C/40 befanden sich am Bodenstück, ebenso das Zündloch. Auf dem Mittelstück befand sich die Aufnahme für einen Neigungsmesser, auch Quadrant genannt, zum Einrichten des Geschützes auf die gewünschte Außenballistik.
Das kurze Rohr wog 547 kg, das Lafettengewicht betrug 605 kg, die vollständige Waffe wog einsatzbereit fast 1,2 Tonnen. Der Transport der Mörser erfolgte im sechsspännigen Zug. Der Mörser C/40 konnte in Teillasten auf schweren Feldwagen oder in Verbindung mit Lafetten-Anhänger-Konstruktionen erfolgen. Das Kaliber solcher Mörser wurde im Gewicht der passenden Steinkugel angegeben: Ein Rohrdurchmesser von rund 22 – 23 cm entspricht einer 25-Pfünder-Steinkugel. Bei 45° Rohrerhöhung konnte eine maximale Reichweite von 1.725 Metern erreicht werden. Es konnten verschiedene Geschosse zwischen ca. 30 und 40 kg Gewicht verschossen werden: Pulvergefüllte Eisenkugeln, einst Bombe später Granate genannt, aber auch Granatkartätschen, Schrapnells oder verschiedene Brandsätze. Die stärkste Treibladung wurde mit einem Gewicht von 1,16 kg angegeben.

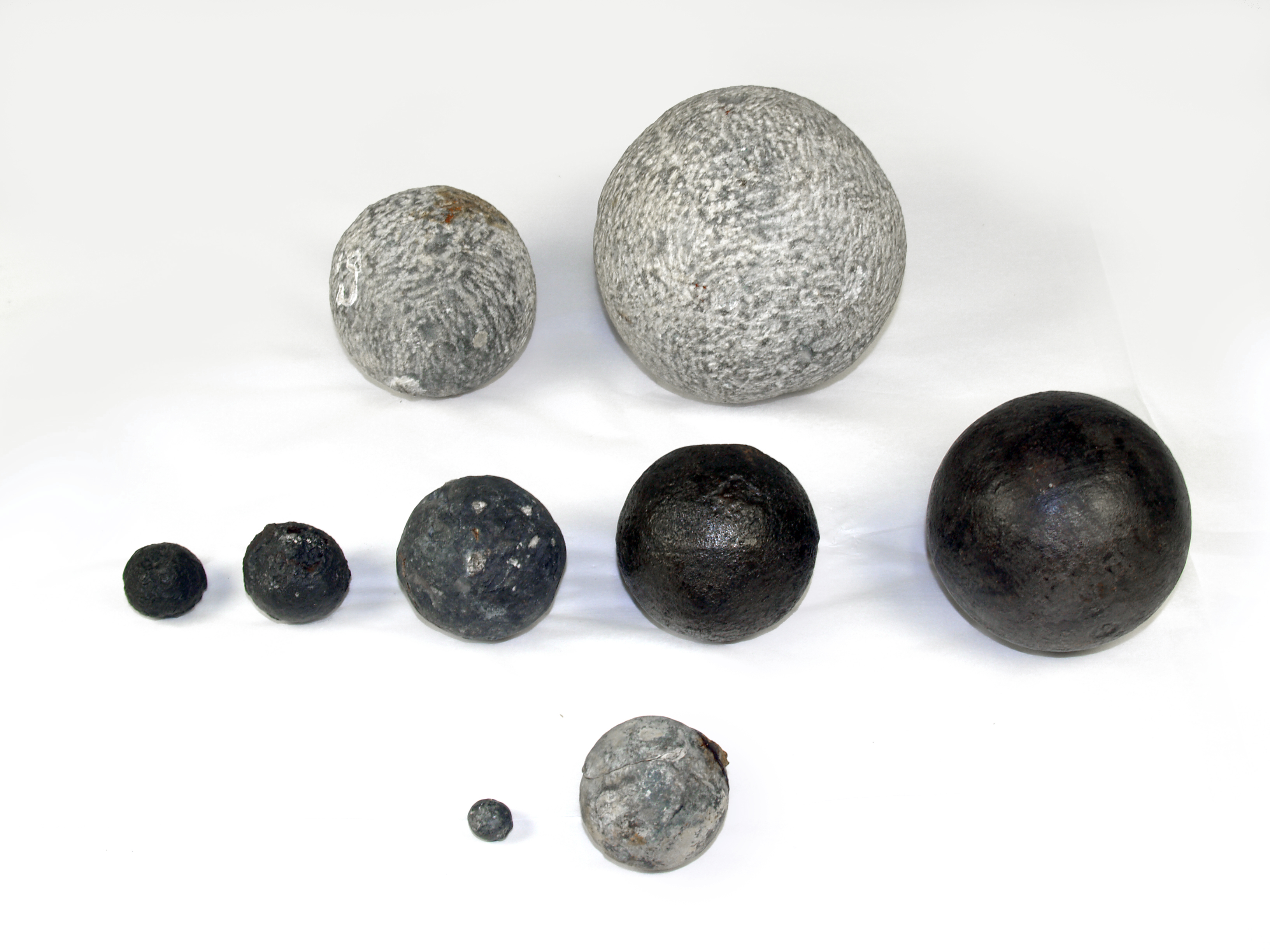
Historische Geschützkugeln aus Stein (oben) Eisen (Mitte) und Blei (unten)
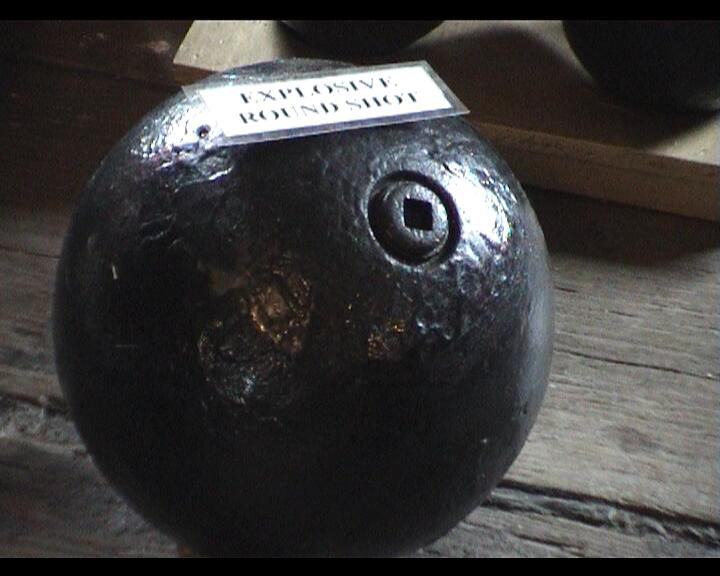
Historische Eisenhohlkugel, frühe Granate

Die Fertigung der Mörser C/40 erfolgte in der königlich preussischen Geschützgießerei zu Spandau. Ab 1882 wurde dieser Mörser durch den 15-cm-Mörser (gezogenes Hinterladergeschütz) abgelöst.
Eingesetzt wurden die Geschütze auf den Festungen oder bei Belagerungstrains: Aus einer verdeckten Position wurden die Geschosse in den oberen Winkelgruppen mit hohem Bogen abgefeuert. Die stark gekrümmte Flugbahn ermöglichte es, Ziele zu treffen, die mit direktem Feuer in einer gestreckten Flugbahn nicht zu erreichen waren. Die Treff-Genauigkeit des Geschützes war jedoch mäßig. Der Einsatz der Mörser zum Angriff auf Festungen erfolgte dort, wo nachhaltige Zerstörungen von geschützten Deckungen und Verteidigungsstellungen durch die große Explosivkraft der Geschosse erzielt werden sollten. In der Verteidigung wurden sie auf den Kurtinen der Festungen eingesetzt, hauptsächlich um Bomben, Granaten oder Brandsätze gegen die Angreifer zur Wirkung zu bringen. Im Ersten Weltkrieg nutzte man bereits Minenwerfer, um Einsatzziele der früheren Belagerungsmörser zu erreichen.

## Museale Rezeption
Der zahlreich produzierte Mörser C/40 findet sich u. a. in Ausstellungen wie in der Zitadelle Spandau oder dem Bayerischen Armeemuseum Ingolstadt. Ein Mörser C/40 wurde 1996 für die Wehrtechnische Studiensammlung Koblenz durch den Verein der Freunde und Förderer der Wehrtechnischen Studiensammlung erworben und im Marinearsenal Wilhelmshaven insbesondere zur Wiederherstellung der vollständig verfaulten Holzunterkonstruktion restauriert. Das zuvor als Dekorationsstück im Offizierkasino einer pfälzischen Wehrmachtskaserne genutzte Exponat ging zu Kriegsende an die U.S. Army über und dann in privaten Besitz. Von dort wurde es über eine Auktion durch den Verein der Freunde und Förderer der Wehrtechnischen Studiensammlung Koblenz e.V. ersteigert.